# Партия на справедливостта и развитието (Мароко)
Вижте пояснителната страница за други значения на Партия на справедливостта и развитието.
Партията на справедливостта и развитието (на арабски: حزب العدالة والتنمية) е дясна ислямистка политическа партия в Мароко.
Създадена е под името Демократично и конституционно народно движение през 1967 година от Абделкерим ал-Хатиб, един от основателите на либералната партия Народно движение, който е отстранен от нея. През 90-те години към партията се присъединяват много представители на нелегалната ислямистка организация Шабиба ислямия и през 1998 година тя приема сегашното си име, вдъхновено от турската Партия на справедливостта и развитието. През следващите години тя е водещата опозиционна партия в страната.
На парламентарните избори през 2016 година Партията на справедливостта и развитието получава 32% от гласовете и 125 от 395 депутатски места.